# Guijasalbas
Guijasalbas es una localidad española perteneciente al municipio de Valdeprados, en la provincia de Segovia, comunidad autónoma de Castilla y León. Fue un municipio hasta 1857, cuando fue anejado al vecino Valdeprados. En 2021 contaba con cuatro habitantes.

## Toponimia
En 1247 se cita como Elglesias Alvas y en 1591 el nombre ya había derivado en Grijas Albas. Su significado, a partir del nombre actual, sería el lugar donde abundan las guijas o guijarros blancos; sin embargo, su nombre deriva del latín ecclesias, ‘iglesias’, y albas, ‘blancas’, que haría referencia a un lugar con sus templos encalados o construidos con piedra caliza, o bien que fue repoblado desde Grijasalbas o Ecclesias Albas, actualmente Villafrades de Campos.
También es mencionado como Guijasalvas.

## Geografía

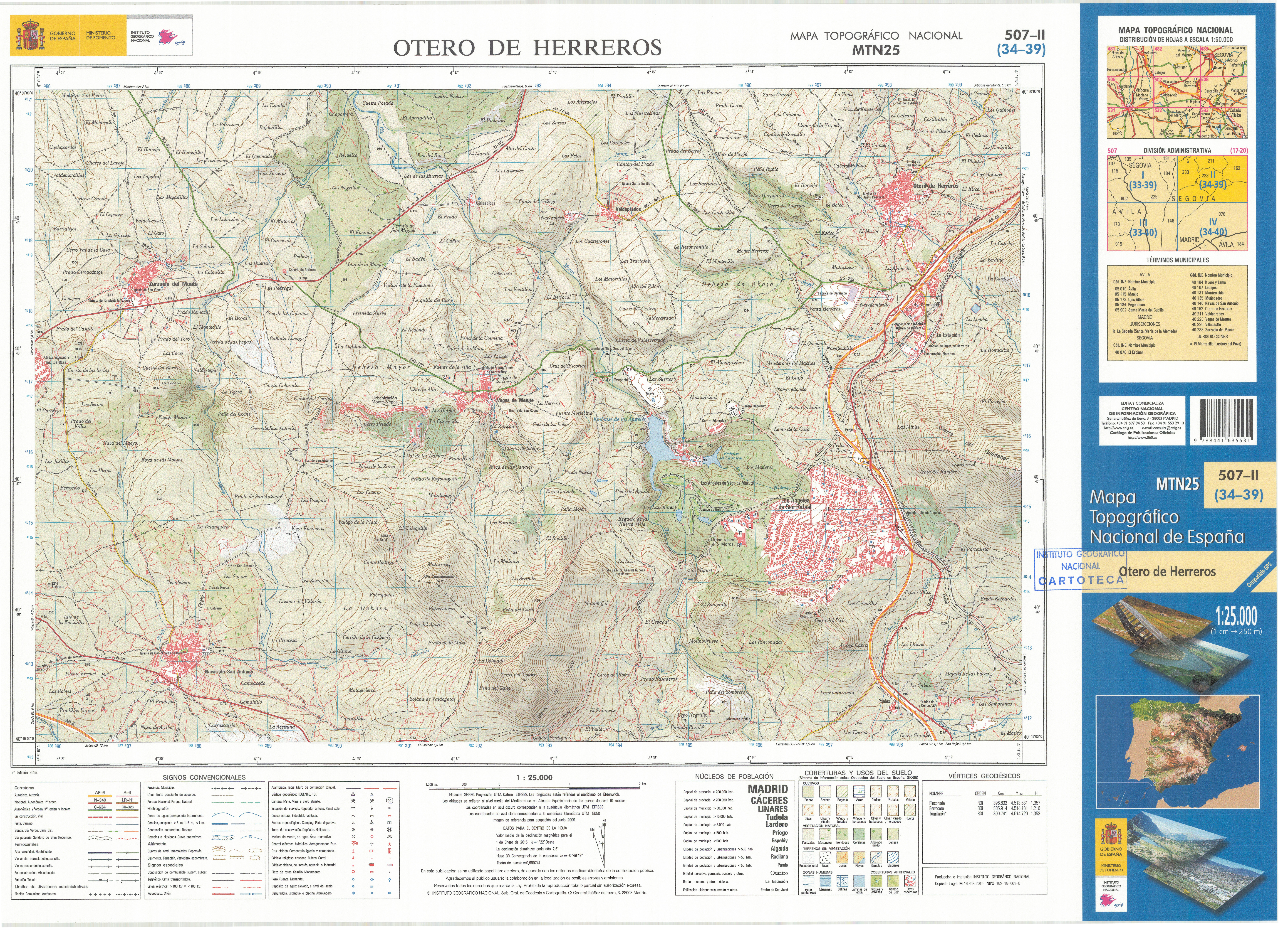
Fragmento de la hoja 507 del Mapa Topográfico Nacional de España de 2015 en el que se representa parte de Guijasalbas

### Ubicación

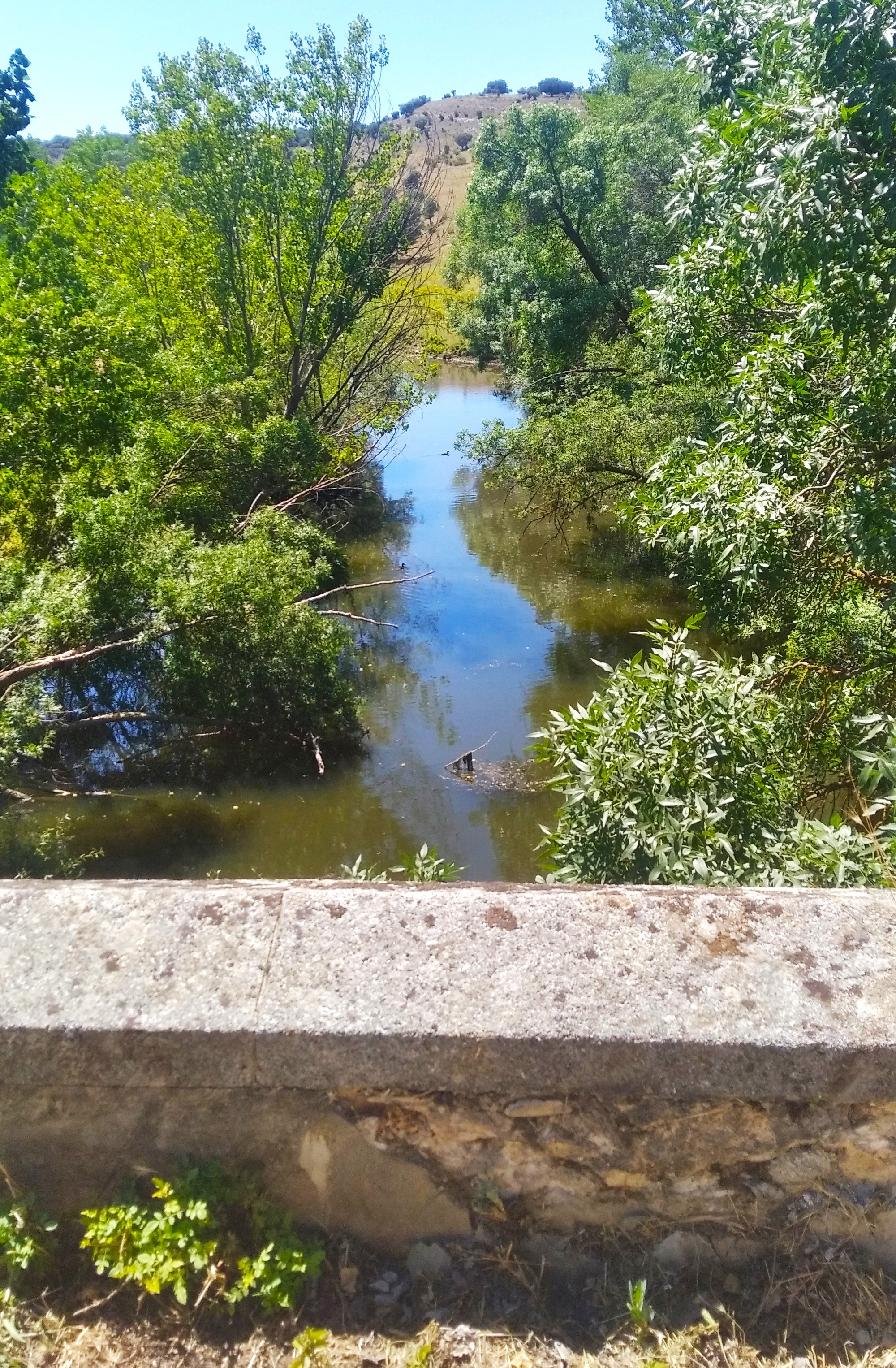
Río Moros a su paso por Guijasalbas

A 5 km de Valdeprados, su zona urbanizada junto al río Moros y sus riscas.
Limita al norte con Segovia, al este con Valdeprados, al norte con Segovia y al sur con Vegas de Matute.
| Noroeste: Zarzuela del Monte | Norte: Segovia       | Noreste: Valdeprados, Segovia |
| Oeste: Zarzuela del Monte    |                      | Este: Valdeprados             |
| Suroeste: Zarzuela del Monte | Sur: Vegas de Matute | Sureste: Otero de Herreros    |

Actualmente es junto al casco original de Valdeprados uno de los dos núcleos de población que conforman el municipio.

## Historia
Los pobladores pudieron provenir de Villafrades de Campos, provincia de Valladolid, durante la Reconquista, que entonces se llamaba Ecclesias Albas.
La primera vez que se conoce una mención de Elglesias Alvas con este nombre, corresponde a un documento eclesiástico escrito del Archivo Catedralicio de Segovia, data del 1 de junio de 1247, como consecuencia de las relaciones de préstamo efectuadas por la mesa episcopal y por la de los canónigos a los colonos que trabajan las tierras propiedad de la Iglesia. Fue propiedad de Diego Arias Dávila, señor de Puñonrostro. Perteneció a la Cuadrilla de Otero en el Sexmo de San Martín de la Comunidad de Villa y Tierra de Segovia.
Fue un municipio independiente hasta 1857 cuando es anejado al municipio vecino de Valdeprados, a cinco kilómetros.
En 1940 figura como pedanía de Valdeprados, contabilizando 15 viviendas y otras 9 edificaciones, aglutinando en total a 91 habitantes de derecho; 104 de hecho.
En 1954 tras varios traspasos, su propietario decide rescindir el contrato de los trabajadores de la localidad y estos tuvieron que abandonar el pueblo aunque algunas edificaciones ganaderas siguen en uso. El Conde de Velarde, contrató trabajadores a sueldo e incorporó maquinaria agrícola aunque el pueblo se fue despoblando gradualmente hasta decaer en la situación actual de estar en venta y con una población solo testimonial.

## Demografía
Evolución de la población
| Gráfica de evolución demográfica de Guijasalbas entre 1828 y 2021 |
| |
| Población de derecho según el Diccionario geográfico-estadístico de España y Portugal de Sebastián Miñano. Población de derecho según los censos de población del siglo XIX. Población de hecho (1940) según el censo de población de la Dirección General de Estadística. Población según Pedro Luis Siguero Llorente. Población residente (2000-2020) según los censos de población del INE. Población según el padrón municipal de 2021 del INE. |

## Cultura

### Patrimonio
- Iglesia que fue parroquial en ruinas de advocación a San Martín;[13]
- Molino harinero en ruinas;[14][10]
- Ruinas de distintos edificios y acequias;
- Un pilón en el centro de la localidad;
- Un pozo circular de piedra en el edificio principal.[1]

### Fiestas
- San José, el 19 de marzo;
- Santa Eulalia, el 19 de diciembre.[1]